# Diplectrona ripollensis
Diplectrona ripollensis là một loài Trichoptera trong họ Hydropsychidae. Chúng phân bố ở miền Cổ bắc.